# デボンテ・ケイコック
デボンテ・ケイコック（Devontae Calvin Cacok, [ˈkeɪˌkɒk] KAY-kok; 1996年10月8日 - ）は、アメリカ合衆国・イリノイ州シカゴ出身のプロバスケットボール選手。ポジションはパワーフォワード。

## 経歴

### 幼少期
イリノイ州シカゴでハリーとローズルイの間に生まれ、ジョージア州リバーデイルで育ち、主にサッカーをフォワードとしてプレーしていた。手首を骨折した後、最初に8年生でバスケットボールを始め、サッカーシーズンを終えた。最初は活躍できなかったが、2年生として身長が201cmに急成長した後、高校の代表チームに加わった。アルファレッタ高校のシニアとして、ゲーム平均22ポイント、12リバウンドを達成し、チームを地域のタイトルに導いた。

### 大学
ノースカロライナ大学ウィルミントン校の新入生として、ベンチスタートで、1試合あたり平均3.3ポイントを記録した。2年生として1試合あたり平均12.2ポイント、9.8リバウンドで、フィールドゴール率（80.0％）を記録し、全国をリードした。主にバスケットから約2フィートの範囲内でシュートし、29–6シーホークスチームで1年に1回のジャンプショットを行うだけで、この非常に高い割合を達成した。40ブロックを記録し、11回のダブルダブルでリーグのリーダーとなった。CAAディフェンシブプレーヤーオブザイヤーに選ばれ、サードチームオールCAAに選ばれた。
シーズン後、UNCウィルミントンは4人のスターターとコーチのケビン・キーツを失い、新しいコーチC.B.マグレースは、ケイコックのプレータイムを拡大し。2018年2月のエロン大学戦では、87-63の勝利で、カコックは17ポイントと21リバウンドを記録した。次の対戦で、チャールストン大学に88-64で敗ぶれたが、29ポイントと17リバウンドを記録した。これらの2つのパフォーマンスにより、CBSスポーツプレーヤーオブザイヤーの栄誉を獲得した。ジュニアとして、ケイコックはディビジョンIをリードし、1試合あたり13.5リバウンドを記録した。CAAで1試合あたり17.8ポイントで8位、フィールドゴール率で58.8％で3位に終わった。ケイコックは22回のダブルダブルでチームを主導した。これは国内で2番目に多いプレーヤーで、オールCAAファーストチームに指名された。ノースカロライナ大学スポーツ情報協会はケイコックを全州のファーストチームに指名した。
シニアシーズンに入ると、ケイコックはオールCAAプレシーズンファーストチームに指名され、シニアとして、ゲームあたり平均15.2ポイントと12.3リバウンド、22回のダブルダブルで全国をリードし、再びファーストチームオールCAAに選ばれた。

## NBA
大学卒業後、2019年のNBAドラフトには指名されなかったが、ロサンゼルス・レイカーズとExhibit 10(10日間のキャンプ契約)を交わしてNBAサマーリーグに参加した。2019年10月21日、カコックはレイカーズにウェイブされたが、その後下部組織であるサウスベイ・レイカーズに招待され契約した。2019年12月11日、ロサンゼルス・レイカーズと2-way契約（傘下のNBAGリーグチームの両方に所属する契約）を結んだ。
2020年8月13日のサクラメント・キングス戦にてNBAデビューを果たし、6本中3本シュートを沈めて6得点と5リバウンドを記録したが、136-122でレイカーズは敗北した。
2021年9月20日にブルックリン・ネッツと契約したがトレーニングキャンプを終えた10月16日、契約解除された。
2021年10月18日、サンアントニオ・スパーズとの２ウェイ契約に署名した。2022年3月4日、ジョー・ウィースキャンプとともに２ウェイ契約から本契約に更新された。

## 個人成績

### NBAレギュラーシーズン
| シーズン | チーム   | GP | GS | MPG | FG%  | 3P% | FT%  | RPG | APG | SPG | BPG | PPG |
| -------- | -------- | -- | -- | --- | ---- | --- | ---- | --- | --- | --- | --- | --- |
| 2019–20  | LAL      | 1  | 0  | 9.0 | .500 | —   | —    | 5.0 | 1.0 | .0  | .0  | 6.0 |
| 2020–21  | LAL      | 20 | 1  | 4.0 | .586 | —   | .455 | 1.6 | 0.1 | .3  | .2  | 2.0 |
| キャリア | キャリア | 21 | 1  | 5.1 | .571 | —   | .455 | 1.8 | 0.1 | .2  | .2  | 2.1 |